# 1875 en philosophie
Chronologie de la philosophie
- 1871
- 1872
- 1873
- 1874
- 1875
- 1876
- 1877
- 1878
- 1879

L’année 1875 a été marquée, en philosophie, par les événements suivants :

## Décès
- 6 avril : Moses Hess
- 31 mai : Éliphas Lévi
- 2 juin : Józef Kremer
- 9 juin : Karol Libelt
- 12 décembre : Chauncey Wright